# Richard de Clare (2e graaf van Pembroke)

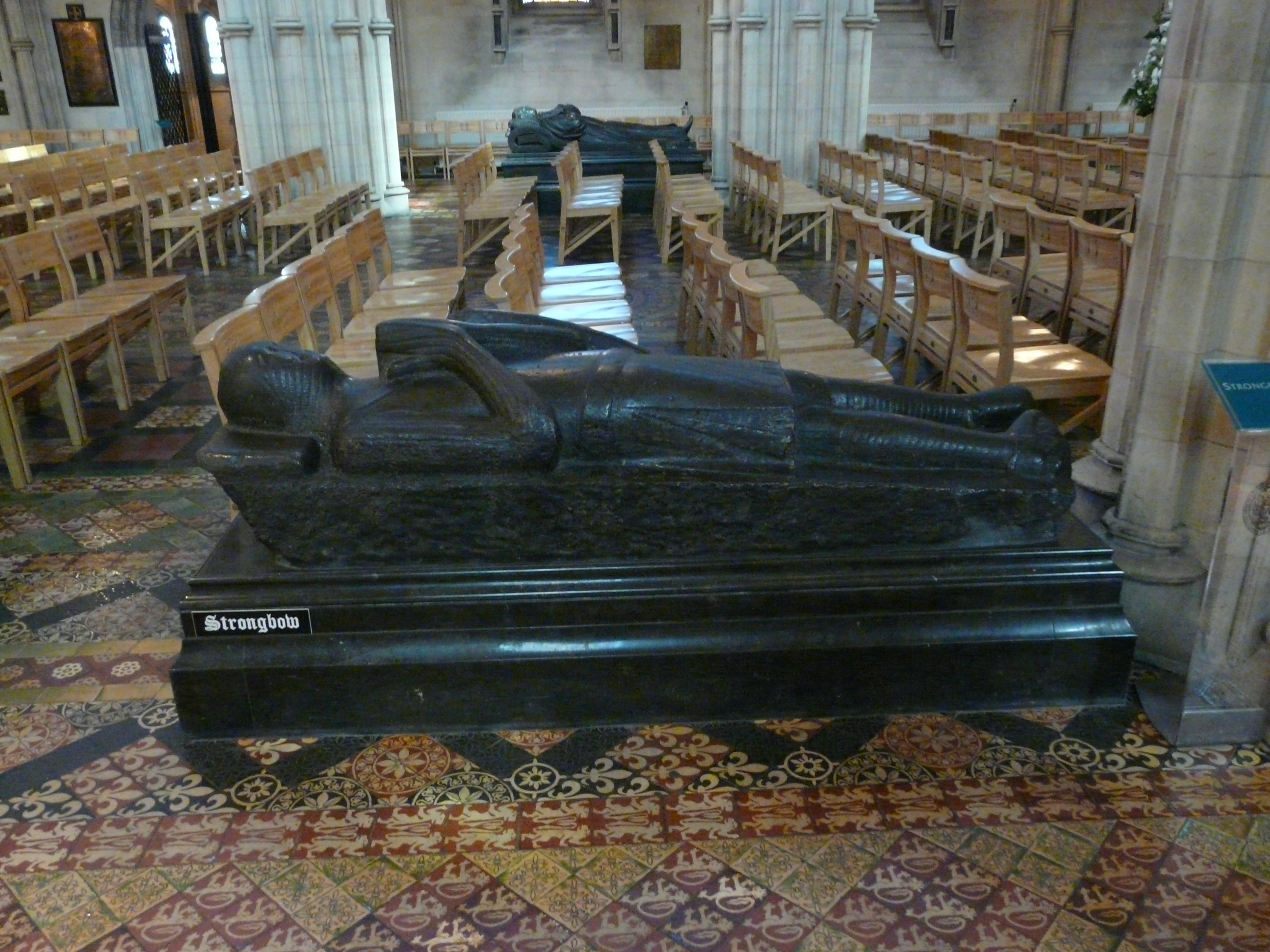
sarcofaag van Strongbow in Christ Church, Dublin.

Richard de Clare, 2de graaf van Pembroke, was heer van Leinster en staatsman van Ierland (1130 – 20 april 1176). Net als zijn vader was hij ook bekend als Strongbow (Frans: Arc-Fort). Hij was een Welsh-Normandische edelman en voornamelijk bekend om zijn leidersrol in de Normandische invasie van Ierland.
Hij was een zoon van Gilbert de Clare en Isabel de Beaumont. Richards vader overleed toen hij ongeveer 18 jaar oud was, waarna Richard de titel erfde. Het is mogelijk dat deze titel nog niet erkend was tijdens de troonsbestijging van Hendrik II.

## Levensloop
In 1167 ontmoette Strongbow de verjaagde Dermot MacMurrough, koning van Leinster; deze zocht een Engelse alliantie om de tot zichzelf benoemde hoge koning van Ierland, Rory O'Connor weg te krijgen. Strongbow stemde toe en zou daarbij Dermots dochter Aoife van Leinster mogen huwen. In augustus 1170 lukte het de Normandiërs om Viking-steden als Wexford, Waterford en Dublin te veroveren; toch wist Richard Strongbow met moeite Rory O' Connor buiten Dublin te houden.

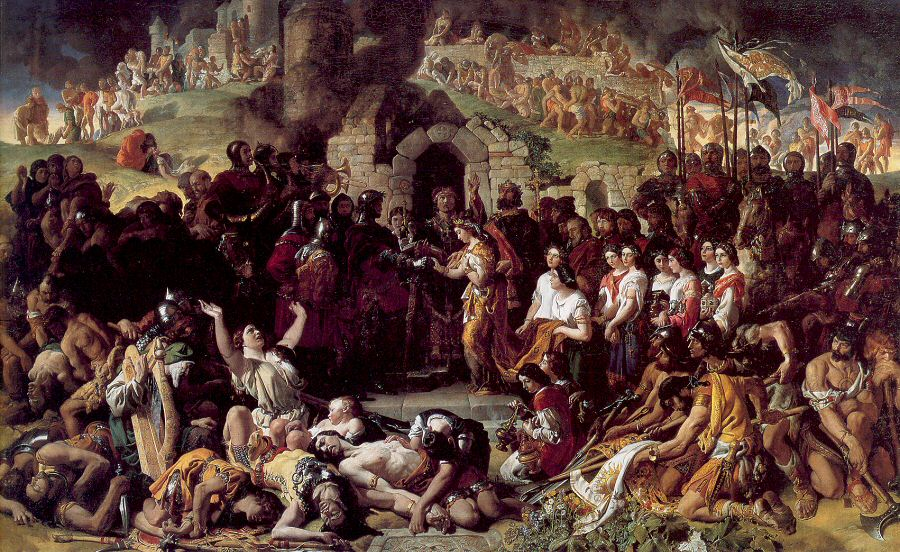
Het huwelijk van Strongbow en Aoife (1854) door Daniel Maclise, een romantische schets van de voltrekking tussen de ruïnes van Waterford.

Het succes van de Ierse invasie maakte koning Hendrik bezorgd, omdat zijn krijgsheren te veel macht zouden vergaren, waardoor hij al zijn krijgsheren en baronnen terugriep naar zijn hofhouding in 1171. De Clare kwam echter wat later terug vanwege zijn strubbelingen met O'Connor. Terug in Engeland werd hij echter van zijn titels ontheven, maar kreeg deze later terug door zijn loyaliteit te tonen in de strijd van Hendrik II tegen zijn zonen in 1173. De Clare keerde daarna weer terug naar Ierland en kreeg het beheer over Kildare, hij viel daarna Connacht binnen maar werd verslagen.
Raymond le Gros, zijn generaal, heroverde Leinster na een rebellenopstand in 1176, Raymond nam vervolgens Limerick in voor Richard, maar voor deze triomf gevierd kon worden, overleed De Clare aan een voetinfectie.
Hij werd begraven in Dublins Christ Church Kathedraal, waar zijn sarcofaag tentoongesteld werd. In 1562 stortte het dak van de kathedraal echter in. Zijn stoffelijk overschot werd toen begraven op Ferns Kathedraal, maar vandaag de dag staat er een kopie van zijn sarcofaag in Christ Church.

### Huwelijk en kinderen
In de dagen na de inname van Waterford, trouwde Strongbow met MacMurroughs dochter, Aoife van Leinster. Hun kinderen waren:
- Gilbert de Clare (3de graaf van Pembroke), stierf jong in 1185
- Isabel de Clare, 4de gravin van Pembroke, ze werd door de vroegtijdige dood van haar broer gravin van Pembroke in 1185 tot haar dood in 1220.

Koning Hendrik II had William Marshal beloofd Isabel tot zijn bruid te mogen nemen, ook koning Richard hield deze belofte, nadat hij zijn vader opvolgde na diens overlijden. Marshall was een zoon van John Marshal en Sibylle van Salisbury, een zus van Patrick, graaf van Salisbury.